# Huppert (Heidenrod)
Huppert ist nach der Zahl der Einwohner der viertgrößte Ortsteil der Gemeinde Heidenrod im südhessischen Rheingau-Taunus-Kreis.

## Geographie
Huppert liegt im Taunus in der waldreichsten Gemeinde Hessens in Heidenrod. Der Dörsbach fließt von der Quelle beim Erlenhof auf seinem Lauf nach Norden zunächst westlich an Huppert vorbei und weiter durch den Hintertaunus in Richtung Lahn und wird vom Dörsbach-Mühlenwanderweg begleitet. Knapp nordöstlich der Ortslage verlief der Obergermanisch-Raetische Limes. Nordwestlich des Ortes, schon jenseits der Gemarkungsgrenze, wurde über dem Dörsbach das Kleinkastell „Auf dem Dörsterberg“ als Bodendenkmal nachgewiesen.
Nachbarorte sind Kemel im Süden und Laufenselden im Norden, der Hauptort von Heidenrod.

## Geschichte
Der früheste erhalten gebliebene urkundliche Nachweis belegt das Bestehen des Ortes Hupenrod seit dem Jahr 1250, und zwar im Zusammenhang mit der Erbteilung der katzenelnbogischen Grafen Diether und Eberhard. Aus diesem Anlass feierte Huppert im Jahr 2000 eine 750-Jahr-Feier.
Im Zuge der Gebietsreform in Hessen schloss sich die Gemeinde Huppert mit 15 weiteren Gemeinden am 31. Dezember 1971 auf freiwilliger Basis zur Gemeinde Heidenrod zusammen. Für Huppert wurde wie für alle anderen Ortsteile ein Ortsbezirk mit Ortsbeirat und Ortsvorsteher eingerichtet.

## Religionen
In Huppert leben katholische und evangelische Christen. Eine Kirche gibt es jedoch nicht, und auch das Gemeindezentrum der katholischen Kirche wurde im Sommer 2008 verkauft, weshalb Huppert nun keine kirchliche Einrichtung mehr hat. Die evangelische Kirchengemeinde Kemel beziehungsweise die katholische Kirchengemeinde Laufenselden sind für Huppert zuständig.

## Kultur und Sehenswürdigkeiten

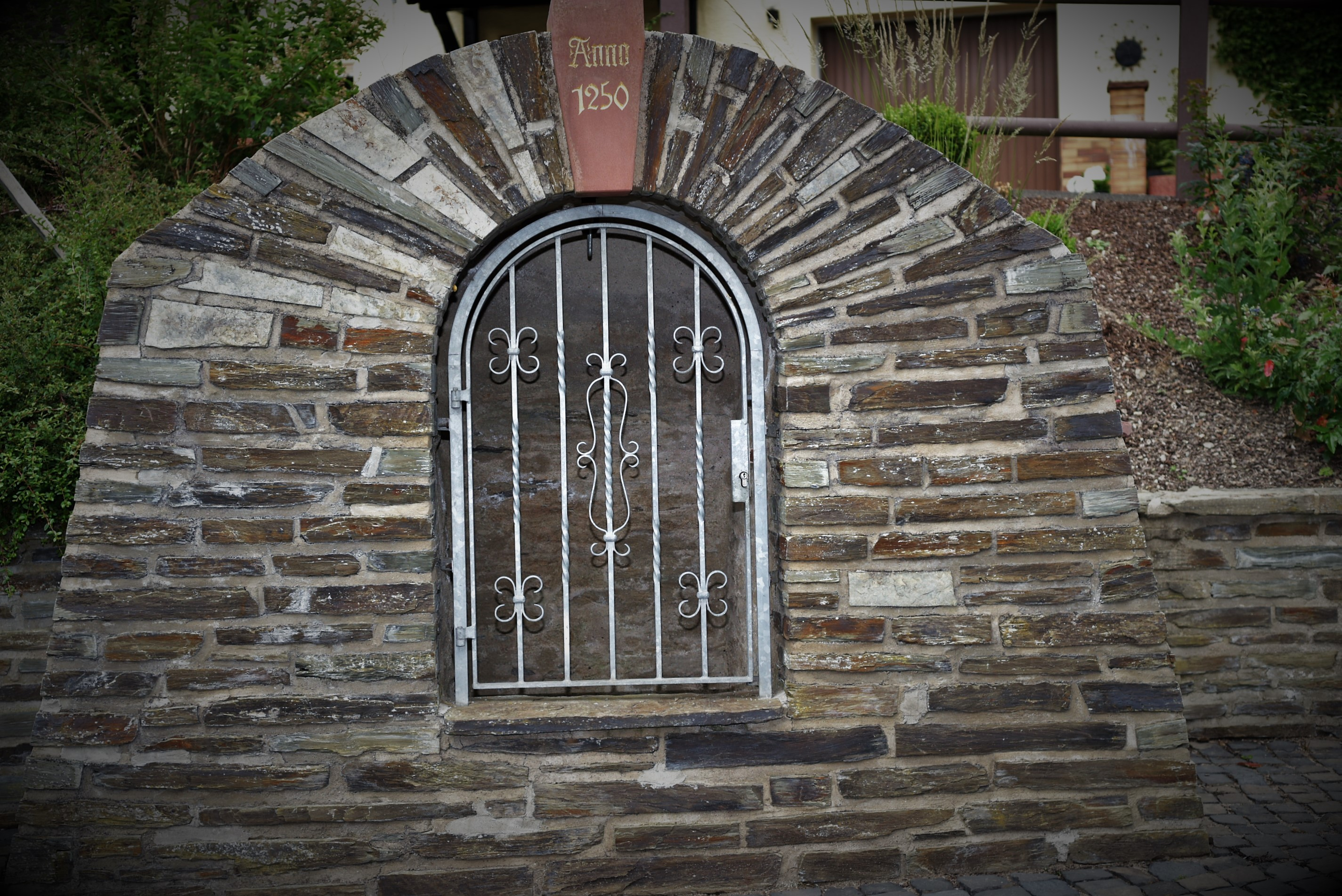
Brunnen von Huppert

Der „Limes-Rundwanderweg“ mit dem Kleinkastell auf dem Dörsterberg sowie der „Dörsbach-Mühlenwanderweg“ werden für den noch in der Anfangsphase steckenden Tourismus genutzt. Am 31. Oktober 2007 wurden Informationstafeln entlang der über 3 km langen Strecke aufgestellt und eingeweiht. Die Texte darauf sind neben deutsch auch auf Englisch und Französisch zu lesen.
Man geht davon aus, dass der denkmalgeschützte alte Dorfbrunnen an der Ecke Napoleonstraße/Schulstraße, ein Rollborn genannter Ziehbrunnen, als älteste Wasserversorgung des Ortes schon vor dessen Ersterwähnung existierte. Die altertümliche Brunnenform mit der halbrund gewölbten nach vorne offenen Ummauerung ist selten im Kreisgebiet.

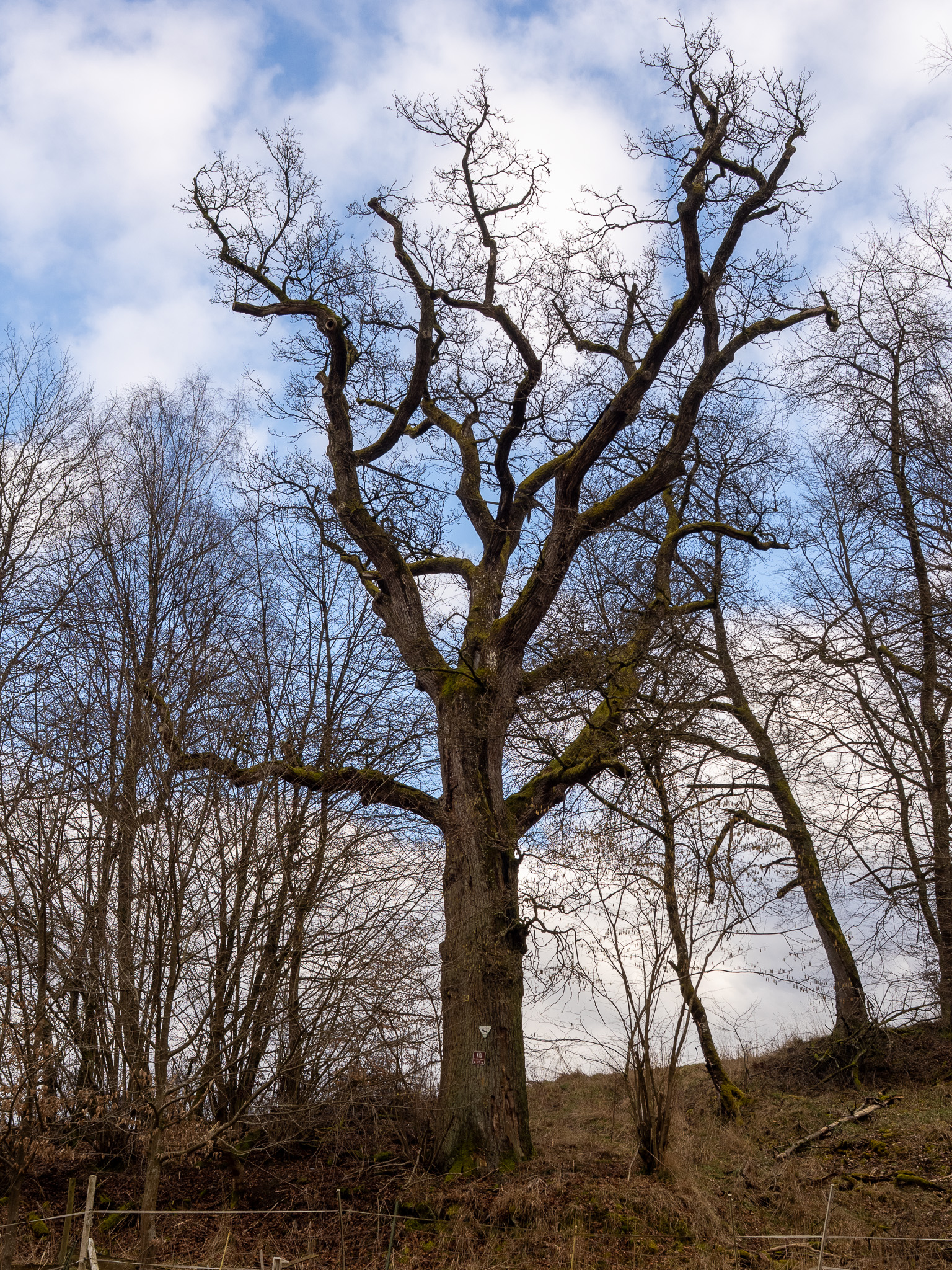
Naturdenkmal Gelteiche bei Huppert

### Vereine
In Huppert sind die größten Vereine der Turn- und Sportverein Huppert (Fußball), Freiwillige Feuerwehr Huppert, Backes zur Brauchtumspflege e. V., die Heidenroder Musikanten, der Jugendclub Huppert und der Musikzug Huppert.

### Theater & Kleinkunst
Die Theatergruppe Huppert führt jedes Jahr ein Theaterstück auf und ist auch über die Grenzen Heidenrods bekannt.

### Bauwerke
Außerhalb Hupperts wurde das Kastell „Auf dem Dörsterberg“ aus der Römerzeit gefunden. Der hessische Limes und damit auch dieses Kastell gehört zum UNESCO-Weltkulturerbe.

### Sport
Der TuS Huppert 1950 e. V. hat im Jahr 2006 nach sechs Jahren seinen Spielbetrieb wieder aufgenommen. Weiterhin bestehen in Huppert der Gymnastikverein Huppert und der Schützenverein (Hubertusschützen) Huppert sowie die Gymnastikgruppe Ambrosius und die Gymnastikgruppe Huppert.

### Regelmäßige Veranstaltungen
Das erste Fest im Jahr ist das Grillfest der CDU Huppert, das seit 30 Jahren jedes Jahr am Tag der Arbeit stattfindet. Seit 2005 findet, veranstaltet von der örtlichen Gaststätte, ein Fest an Christi Himmelfahrt statt. Weiterhin finden vom Backes zur Brauchtumspflege e. V. veranstaltete Backes- und Pizzafeste statt. Außerdem veranstaltet die Freiwillige Feuerwehr Huppert jedes Jahr ein Weihnachtsfest und zudem zusammen mit dem Musikzug Huppert jedes Jahr am 22. Dezember die Veranstaltung „Lieder unterm Weihnachtsbaum“.

## Wirtschaft und Infrastruktur

### Verkehr
Huppert liegt unweit der als Bäderstraße bekannten Bundesstraße 260, der wichtigsten Verkehrsstraße in Heidenrod. Die Landesstraße L3455 führt direkt am Ort vorbei. Der Ort hat nur eine Zufahrt, Durchgangsverkehr gibt es also nicht.
Eine Bushaltestelle verbindet Huppert mit dem öffentlichen Verkehrsnetz.
Die Rheingau-Taunus-Verkehrsgesellschaft (RTV) ist die lokale Nahverkehrsgesellschaft des Rheingau-Taunus-Kreis. Sie ist Gesellschafterin des Rhein-Main-Verkehrsverbundes. Huppert wird von den Buslinien 203 und 591 bedient, die nach Norden über Laufenselden nach Katzenelnbogen führen und in der Gegenrichtung nach Kemel. Von dort aus bestehen Verbindungen in die Kreisstadt Bad Schwalbach und nach Wiesbaden. Seit Dezember 2013 besteht sonntags auch wieder eine Direktverbindung nach Wiesbaden.
Durch  den Ort führt der Deutsche Limes-Radweg. Dieser folgt dem Obergermanisch-Raetischen Limes über 818 km von Bad Hönningen am Rhein nach Regensburg an der Donau.

### Unternehmen
Trafo Zerbe war bis zum Tod der Inhaber das größte ansässige Unternehmen in Huppert. Weiterhin ist die Autofirma Mitsubishi mit einem Autohaus vertreten.

### Medien
Bis 2006 erschien monatlich „Der Rollborn“, ein Informationsblatt, herausgegeben von dem damaligen Ortsbeirat. Benannt nach dem örtlichen Brunnen, zu finden in der Ortsmitte, konnten Geburtstage von ab 70-jährigen Personen nachgelesen werden, zudem wurden Termine veröffentlicht und Nachrichten aus dem Ort bekannt gegeben. Der ortsansässige Fußballverein TuS Huppert gibt zudem seit 2007 die TuS News zu Heimspielen und besonderen Veranstaltungen heraus, in der Spielberichte des Vereins zu lesen sind.

### Bildung
Grundschüler Hupperts besuchen die Fledermausschule in Laufenselden. Weiterführende Schulen für die Schüler sind die Nikolaus-August-Otto-Schule in Bad Schwalbach sowie die Aartalschule in Aarbergen-Michelbach. Die alte Schule, die Schüler vor dem Bau der Grundschule in Laufenselden besuchten, ist heute ein Wohnhaus.